# Dactylorhiza kafiriana
Dactylorhiza kafiriana là một loài thực vật có hoa trong họ Lan. Loài này được Renz mô tả khoa học đầu tiên năm 1978.